# Склянка Петеліна

.

Склянка Петеліна - лабораторний пристрій, який використовують для розшарування сумішей за густиною.
Методика виконання фракційного аналізу з застосуванням склянки Петеліна така. Склянку 1 наполовину заповнюють важкою рідиною, засипають навіску досліджуваного порошку масою 3 – 4 г  і старанно перемішують скляною паличкою. Після цього склянку доливають важкою рідиною так, щоб вона не доходила до країв на 1 – 2 мм та знов перемішують. Після відстоювання пробу у склянці ще раз перемішують, щоб важки зерна, які заплуталися у легкої фракції могли опуститися униз, а легкі зерна з важкої фракції піднятися уверх. Коли розділення закінчиться, під зливний жолоб 4 підставляють лійку Бюхнера з паперовим фільтром, і у лійку 3, з’єднану з склянкою 1 капіляром 2, обережно підливають важку рідину. Рівень рідини у склянці піднімається і легка фракція по жолобу 4 переноситься на фільтр. Після обробки (зневоднення, сушка) легка фракція підвергається передбаченим дослідженням. Потім з склянки віддаляють важку фракцію та виконують з нею ті ж самі операції, що і з легкою.